# Jérémie Périn
Jérémie Périn est un réalisateur, scénariste et animateur français, né en 1978 dans le Nord de la France. Il est notamment le réalisateur de la première saison de la série d'animation Lastman et du long-métrage Mars Express, sélectionné aux festivals de Cannes et d'Annecy en 2023 et nommé au César du meilleur film d'animation en 2024.

## Biographie
Après des études scientifiques, il intègre la formation de Dessinateur d'animation de l'école des Gobelins dont il sort diplômé en 2000. Ses camarades de promotion se nomment Riad Sattouf (qui s'inspirera de lui pour le personnage-titre de sa série Les Pauvres Aventures de Jérémie), Jean-Jacques Denis (futur coréalisateur de Princesse Dragon) ou encore Thomas Romain et Tania Palumbo, les créateurs de Code Lyoko (de fait il participera en tant qu'animateur à la création du court-métrage Garage Kids qui servira de pilote à la série).
Dès sa sortie des Gobelins, Jérémie Périn travaille dans le monde de l'animation à divers postes (storyboard, layout, compositing notamment) avant de s'affirmer au poste de réalisateur sur des séries (CO2, Nini Patalo...) et des clips à partir de 2007. Il signe notamment le clip Truckers Delight pour Lionel Flairs en 2009 et Fantasy pour l'artiste DyE en 2011 dont les aspects sexuels et/ou violents et outranciers participeront à leur popularité virale sur internet. Depuis Octobre 2023, le clip Fantasy n'est plus officiellement visible sur Youtube car considéré comme allant à l'encontre des règles du réseau quant à la représentation de contenu violent ou sexuel. Avant d'être supprimé, le clip avait été vu sur la plateforme plus de 68 millions de fois. Périn a coécrit ces clips avec le scénariste Laurent Sarfati qui deviendra son partenaire d'écriture privilégié.
En 2009, il participe pour la première fois à un long-métrage de cinéma avec sa réalisation du générique animé du film Gainsbourg (vie héroïque) de Joann Sfar.
En 2016, il se fait remarquer en réalisant seul l'ensemble des épisodes de la première saison de la série Lastman, où il tient également le poste de coscénariste. Le succès critique et public de cette série lui permet d'enchaîner avec son premier long-métrage d'animation en tant que réalisateur : le film de science-fiction Mars Express, présenté hors-compétition au festival de Cannes et sorti en salles en 2023. Le film sera aussi sélectionné en compétion au Festival international du film d'animation d'Annecy la même année et nommé au César du Meilleur Film d'Animation en 2024.

## Style et influences
Jérémie Périn confesse une admiration pour les œuvres de Gotlib et de Katsuhiro Otomo. On retrouve ainsi dans son travail un goût pour la satire et l'irrévérence qu'on pourra rapprocher d'un "esprit Fluide glacial", quand son trait souvent précis et réaliste rappelle plus celui de l'auteur d'Akira. Il a aussi une passion pour les anciens jeux vidéo dont l'esthétique est pour lui une source d'inspiration visuelle directe (il a réalisé certaines de ses œuvres en pixel art -notamment le clip Truckers delight ou son court-métrage SPUF) ou indirecte, en reprenant leurs principes de mélange de réalisme et de synthèse graphique.

## Filmographie

### Cinéma

#### Longs-métrages
- 2009 : Gainsbourg (vie héroïque) (réalisateur du générique d'ouverture)
- 2023 : Mars Express (réalisateur, coscénariste, animateur)

#### Courts-métrages
- 2000 : Distributeur (court-métrage de fin d'études) (coréalisateur, animateur)[9]
- 2001 : Garage Kids (animateur)
- 2004 : Chez Suzy (pilote pour un long-métrage) (réalisateur, animateur)[10]
- 2006 : SPUF (pilote pour une série) (réalisateur, animateur)[7]
- 2006 : Pipit Farlouse (pilote pour une série d'après la BD de Riad Sattouf) (réalisateur, animateur)[11]

### Série
- 2007 : CO2 (coréalisateur, coscénariste)
- 2011 : Nini Patalo (coscénariste, animateur)
- 2012 : Merci Satan (réalisateur, animateur)[12]
- 2016 : Lastman (réalisateur, cocréateur et coscénariste)
- 2018 : Crisis Jung (cocréateur et coscénariste)

### Clips
- 2005 : Hyacinthe - Thomas Fersen (animateur)[13]
- 2007 : Diskonoise - Los Chicros (réalisateur)[14]
- 2009 : Watching the Planets - The Flaming Lips (coréalisateur)[15]
- 2009 : Truckers Delight - Flairs (réalisateur, coscénariste, animateur)[16]
- 2010 : Hi Life - Syd Matters (réalisateur, animateur)[17]
- 2011 : Fantasy - DyE (réalisateur, coscénariste, animateur)[18]